# Vít Blaha
Vít Blaha (* 27. ledna 1961 Hodonín) je český podnikatel a bývalý politik Občanské demokratické strany. Od března do října 2008 byl členem Rady Jihomoravského kraje, v letech 2010 až 2014 pak radním a zastupitelem města Brna.

## Život
Narodil se v roce 1961 v Hodoníně, od svých 15 let žije v Brně. Do roku 1990 pracoval ve Zbrojovce Brno, od té doby se živí sám – je majitelem společnosti Helios zabývající se výrobou a prodejem svítidel.

## Veřejné působení
Ve volebním období 2004 až 2008 byl členem Zastupitelstva Jihomoravského kraje. Byl členem Komise dopravní, členem Finančního výboru a místopředsedou Komise finanční. Po rezignaci Jaroslava Pospíšila v září 2011 stal opět krajským zastupitelem. Tuto funkci vykonával do října 2012, v krajských volbách na podzim tohoto roku už nekandidoval.